# Sterowiec Yamady Nr 1
Sterowiec Yamady Nr 1 - pierwszy japoński sterowiec zaprojektowany i zbudowany przez Isaburō Yamadę.

## Tło historyczne
Pierwszy lot balonu w Japonii odbył się w kwietniu 1876 i już w rok później dowództwo Armii Japońskiej rozpoczęło eksperymenty z użyciem balonów na uwięzi.  Jednym z pionierów baloniarstwa w Japonii był Isaburō Yamada, który opracował szereg różnego typu balonów, używanych przez Armię Japońską między innymi w czasie oblężenia Port Artur.  Yamada nie tylko zaprojektował i wybudował używane przez Armię balony, ale sam czternastokrotnie wzbił się na ich pokładzie w powietrze w czasie oblężenia.  W 1909 do Japonii przybył Benjamin Hamilton ze sterowcem własnej konstrukcji.  Na jego pokładzie, w czerwcu 1909, wykonał w Tokio pierwszy w Japonii lot aerostatem tego typu.  Yamada już wcześniej zaprojektował własny sterowiec (zachowany opis i plany wskazują na to, że nie był projekt możliwy do zrealizowania) ale zapoznawszy się z konstrukcją Hamiltona, Yamada zaprojektował i zbudował w 1910 pierwszy japoński sterowiec.

## Sterowiec Yamady Nr 1
Pierwszy sterowiec Yamady został ukończony we wrześniu 1910.  Sterowiec mierzył około 18 metrów długości, jego wyporność wynosiła 1600 metrów sześciennych i był napędzany 12- lub 14-konnym silnikiem samochodowym.  Pod powłoką sterowca podwieszono gondolę o trójkątnym przekroju, silnik znajdował się na rufie napędzając śmigło w układzie pchającym.
Pierwszy lot aerostatu odbył się w Osace 8 września 1910.  Lot został przerwany z powodu nieszczelności powłoki i utraty dużej ilości wodoru.  Dalsze losy tego sterowca nie są znane.